# جوني أوبريانت
جوني أوبريانت (بالإنجليزية: Johnny O'Bryant III)‏ مواليد 01 يونيو 1993، هو لاعب كرة سلة أمريكي يلعب مع فريق ميلووكي باكز في الرابطة الوطنية لكرة السلة ويحمل الرقم 3. يبلغ طوله 6 قدم 9 بوصة (2.1 م).

## فرق لعب لها
- ميلووكي باكز

## روابط خارجية
- جوني أوبريانت على موقع الدوري الأوروبي لكرة السلة (الإنجليزية)
- جوني أوبريانت على موقع إن بي أي (الإنجليزية)
- جوني أوبريانت على موقع سبورتس رفرنس (الإنجليزية)
- جوني أوبريانت على موقع كرة السلة الأوروبية.كوم (الإنجليزية)
- جوني أوبريانت على موقع إي إس بي إن.كوم (الإنجليزية)
- جوني أوبريانت على موقع كلية كرة السلة في سبورتس رفرنس.كوم (الإنجليزية)
- جوني أوبريانت على موقع ريلجم (الإنجليزية)
- جوني أوبريانت على موقع بروبوليرز (الإنجليزية)
- جوني أوبريانت على موقع سبورتس رفرنس (الإنجليزية)
- جوني أوبريانت على موقع سبورتس رفرنس (الإنجليزية)